# Mehrfamilienhäuser Doldertal

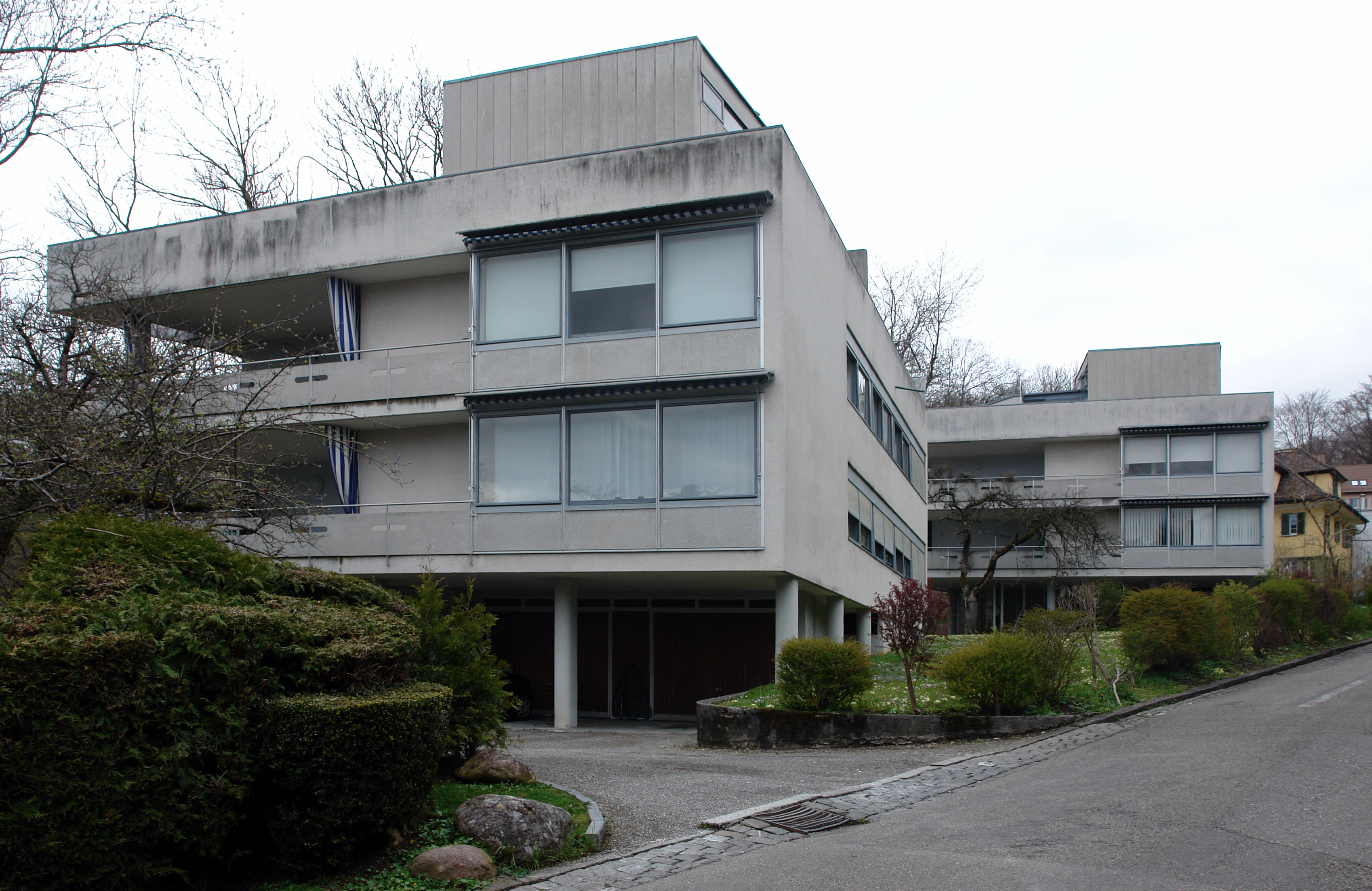
Südfassade der Wohnräume auf den Zürichsee

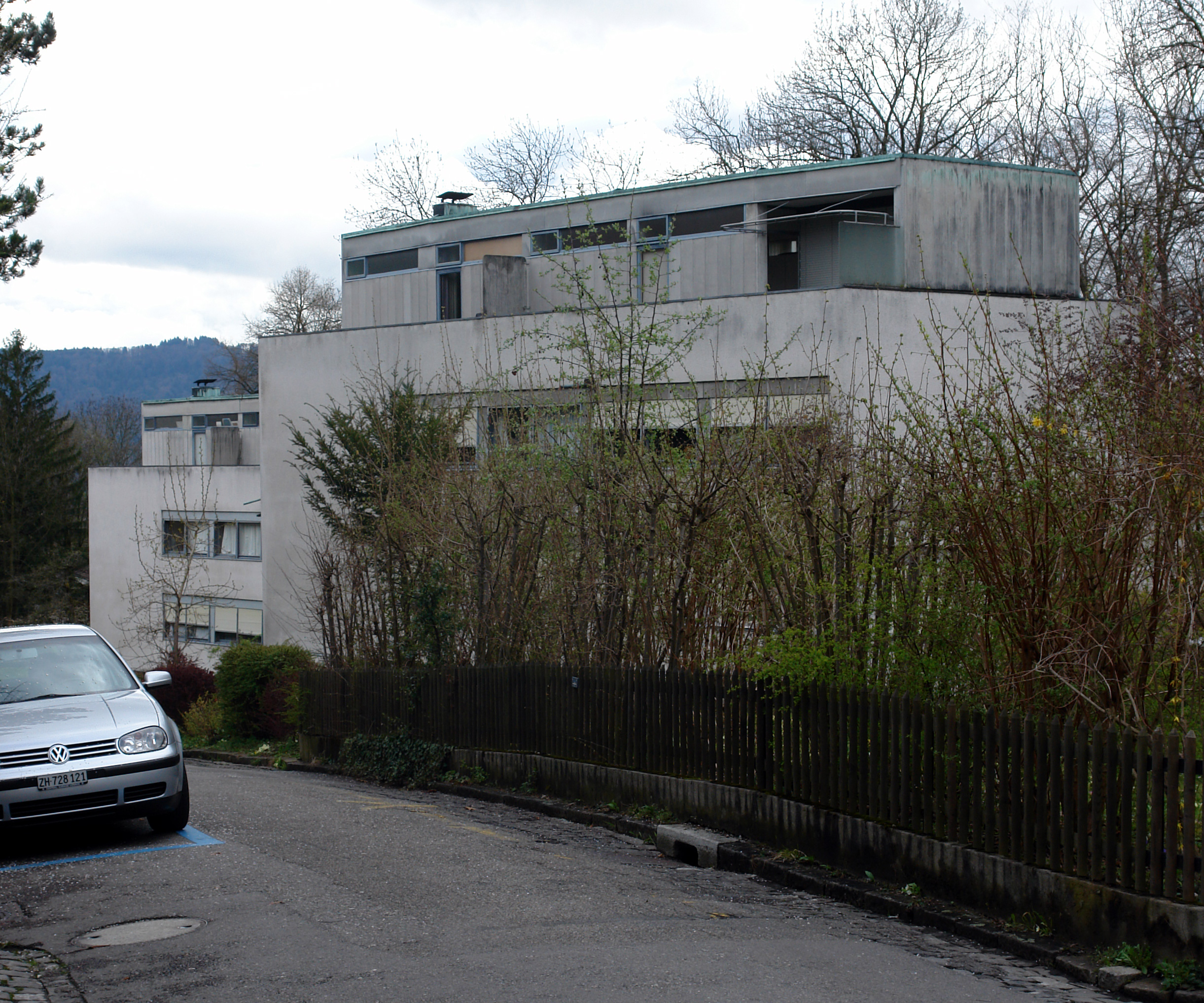
Zum Wolfbach hinunter sind die Nebenräume gelegen

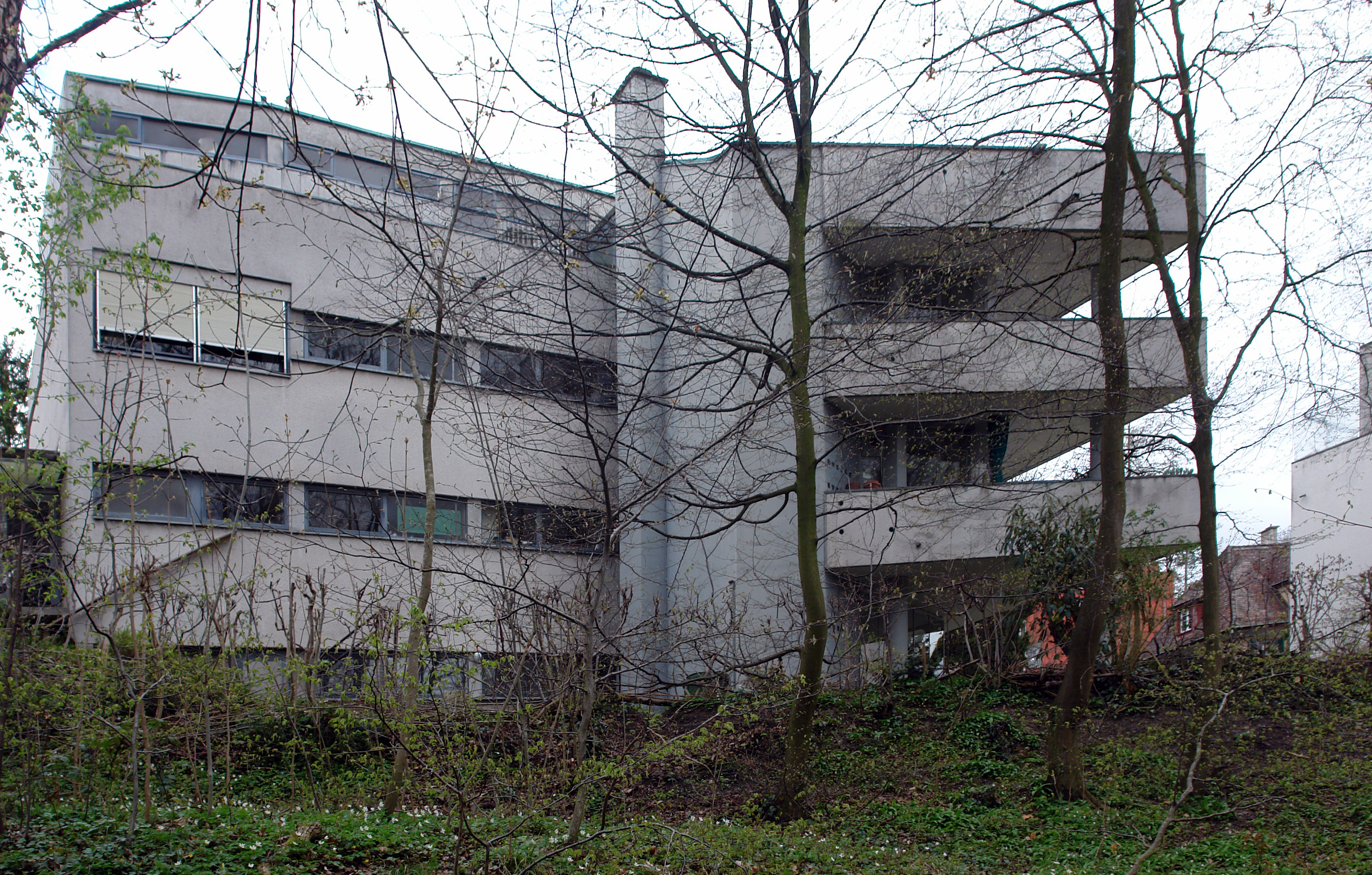
Die Schlafräume liegen an der Stichstrasse Doldertal

Die Mehrfamilienhäuser Doldertal sind zwei Wohnhäuser der Architekten Alfred und Emil Roth mit Marcel Breuer aus den Jahren 1935/36. Sie stehen am Hang des Adlisbergs hoch über Zürich im Doldertal genannten Abschnitt des Wolfbachtobels. Sie gehören zu den wichtigsten Gebäuden des Neuen Bauens in der Schweiz.

## Beschreibung
Das Doldertal ist einer der Tobel, die sich tief in die von eiszeitlichen Gletschern glattgeschliffenen Moränenhügel östlich des Zürichsees eingeschnitten haben. Die beiden Gebäude stehen auf der linken, südöstlichen Seite des Wolfbaches direkt neben diesem. Sie stehen nordwestlich der Sackgasse Doldertal. In der Umgebung befinden sich Villen und kleine Mehrfamilienhäuser in offener Bebauung.
Zwei gleichartige, jeweils dreigeschossige Stahlskelettbauten beherbergen je eine grosse Wohnung in den beiden Hauptgeschossen. Das quaderförmige Hauptvolumen des Baukörpers mit den Wohn- und Schlafräumen wird zum Wolfbach hin jeweils mit einem prismatischen Baukörper erweitert, der Treppenhaus, Küche und den Balkon enthält. Das zurückgesetzte Dachgeschoss mit je zwei Dachateliers ergänzt die Baumassen skulptural. Im talwärts ebenerdigen Untergeschoss liegen neben dem Eingang die beiden Garagen.

## Geschichte
In dem in den dreissiger Jahren noblen Vorort Hottingen hatte Sigfried Giedion, später Professor der Architekturtheorie und Doyen und Wegbereiter des Neuen Bauens, oberhalb seiner Villa eine lang geschnittene Wiese zur Verfügung, die er gerne mit Wohnungen für den gehobenen Mittelstand bebauen lassen wollte.
Dafür stellte er 1932 oder Anfang 1933 zunächst den Architekten Alfred Roth mit seinem Cousin Emil, die er beide von der Werkbundsiedlung Neubühl her kannte, das Grundstück „zu Bauzwecken zur Verfügung“. Das hiess, dass die Finanzierung ungeklärt war. Im Juli 1933 schlug er vor, Marcel Breuer hinzuzuziehen, der ein häufiger Gast des Hauses war. Breuer, der für den Ausbau des Zürcher und Basler Ladens der Wohnbedarf AG verantwortlich gewesen war, hatte aus dem gerade nationalsozialistisch gewordenen Berlin einen Hilferuf nach Zürich geschrieben.
Neben dem Wunsch, ein Exempel für den von ihm propagierten Wohnstil zu schaffen, spielten auch finanzielle Gesichtspunkte für den damals von seinem Vermögen lebenden Privatgelehrten eine Rolle. Gut beschreibt dieses Dilemma eine briefliche Notiz des Bauherrn an die Architekten vom März 1933:

«Das Grundstück stellt für mich einen Vermögenswert dar, den ich in allernächster Zeit realisieren muss, sei es durch Verkauf oder durch Bebauung.
 Bei dreimaliger Durcharbeitung des Projekts wurde die Ausnützung des Grundstücks jedesmal reduziert. Sie hat die letzte noch tragbare Grenze erreicht, sodass ich auf Verwertung der Dachflächen nicht verzichten kann. Andererseits fällt es mir nicht ein, Häuser mit steilen Dächern zu bauen oder sonstige Camouflage zu betreiben mit Hilfe deren eine bekanntlich weitaus grössere Ausnützung des ‚Dachausbaues‘ von den Behörden glatt bewilligt würde.»

## Architektur
William J.R. Curtis bezeichnet die Gebäude als «kompetente, wenn auch prosaische Wiedergabe von Themen des Internationalen Stils, etwa dem Kasten auf Stelzen oder der auskragenden Terrasse». Sie stehen, wie es für die 1930er Jahre in Zürich typisch war, in der Tradition deutscher Architektur vor 1933, einer «gewissermassen klinischen Idee des Funktionalismus».

## Rezeption
Die Häuser wurden international in Architekturzeitschriften wahrgenommen, so unter anderen in der ägyptischen Zeitschrift Majallat al-Imarah.